# Danjo no Yūjō wa Seiritsu-suru? (Iya, Shinai!!)
Danjo no Yūjō wa Seiritsu-suru? (Iya, Shinai!!) (Nhật: 男女の友情は成立する？（いや、しないっ!!） n.đ. 'Tình bạn nam nữ liệu có tạo nên được không? (Không, không tạo đâu!!)') là một series light novel Nhật Bản được viết bởi Nanana Nana và minh họa bởi Parum. Bộ truyện bắt đầu phát hành từ tháng 1 năm 2021 dưới nhãn Dengeki Bunko của ASCII Media Works. Tính đến tháng 4 năm 2025, đã có tổng cộng mười một tập được xuất bản. Một bản chuyển thể manga do Kamelie minh họa đã được đăng dài kỳ trên tạp chí manga shōnen Dengeki Daioh của ASCII Media Works từ tháng 8 năm 2021, với các chương được tập hợp thành năm tập tankōbon tính đến tháng 6 năm 2025. Ngoài ra, bộ anime truyền hình chuyển thể do J.C.Staff sản xuất đã được phát sóng từ 4 tháng 4 năm 2025 đến 20 tháng 6 năm 2025.

## Tóm tắt
Natsume Yuu, người ấp ủ ước mơ mở cửa hàng phụ kiện hoa trong tương lai, và Inuzuka Himari, cô tiểu thư xuất thân từ gia đình danh giá với vô số bạn bè. Cả hai là bạn thân từ thuở trung học, và đã hứa hẹn sẽ cùng nhau điều hành một cửa hàng trong tương lai. Mối quan hệ bạn bè đặc biệt giữa Yuu, người không mấy ưa thích vẻ đẹp, và Himari, người chưa từng biết đến tình yêu, tưởng chừng sẽ kéo dài mãi mãi. Tuy nhiên, khi bước vào trung học, một cô gái bắt đầu để ý đến cậu, khiến trái tim của Himari bắt đầu loạn nhịp và tâm trạng cô trở nên rối bời.

## Nhân vật
Natsume Yuu (夏目 悠宇)
Lồng tiếng bởi: Kamiki Kōichi 
Là một thành viên của câu lạc bộ làm vườn, cậu rất thân với Himari. Yuu có niềm đam mê với việc làm vườn và mong muốn trở thành một người chế tác phụ kiện từ hoa.
Inuzuka Himari (犬塚 日葵)
Lồng tiếng bởi: Mineuchi Tomomi (voice drama), Suzushiro Sayumi (anime)
Là bạn cùng câu lạc bộ làm vườn với Yu, cô đã là bạn thân của cậu từ thời trung học cơ sở. Theo thời gian, Himari dần nảy sinh tình cảm với Yuu, nhưng cậu hoàn toàn không đáp lại.
Enomoto Rion (榎本 凛音)
Lồng tiếng bởi: Nukui Yuka
Bạn thời thơ ấu và cũng là mối tình đầu của Yuu.
Inuzuka Hibari (犬塚 雲雀)
Lồng tiếng bởi: Mizunaka Masaaki
Anh trai của Himari.
Natsume Sakura (夏目 咲良 Natsume Sakura)
Lồng tiếng bởi: Kanemoto Hisako
Chị gái của Yuu.

## Phương tiện truyền thông

### Light novel
Nguyên tác light novel do Nanana Nana sáng tác và Parum minh họa, bắt đầu phát hành từ ngày 9 tháng 1 năm 2021 dưới nhãn Dengeki Bunko của ASCII Media Works. Tính đến tháng 4 năm 2025, bộ truyện đã phát hành tổng cộng 11 tập.

#### Danh sách tập
| #   | Nhan đề                                                          | Ngày phát hành tiếng Nhật | ISBN tiếng Nhật   |
| --- | ---------------------------------------------------------------- | ------------------------- | ----------------- |
| 1   | じゃあ、30になっても独身だったらアタシにしときなよ？             | 9 tháng 1, 2021           | 978-4-04-913372-1 |
| 2   | じゃあ、ほんとにアタシと付き合っちゃう？                         | 9 tháng 4, 2021           | 978-4-04-913735-4 |
| 3   | じゃあ、ずっとアタシだけ見てくれる？                             | 6 tháng 8, 2021           | 978-4-04-913832-0 |
| 4a  | でも、わたしたち親友だよね？〈上〉                               | 10 tháng 12, 2021         | 978-4-04-914032-3 |
| 4b  | でも、わたしたち親友だよね？〈下〉                               | 10 tháng 3, 2022          | 978-4-04-914228-0 |
| 5   | じゃあ、まだ30になってないけどアタシにしとこ？                   | 10 tháng 8, 2022          | 978-4-04-914454-3 |
| 6   | じゃあ、今のままのアタシじゃダメなの？                           | 7 tháng 1, 2023           | 978-4-04-914579-3 |
| 7   | でも、恋人なんだからアタシのことが１番だよね？                   | 10 tháng 8, 2023          | 978-4-04-914868-8 |
| 8   | センパイがどうしてもってお願いするならいいですよ？               | 10 tháng 4, 2024          | 978-4-04-915134-3 |
| 9   | あのね、これで最後にするからこの旅行の間だけわたしを彼女にして？ | 9 tháng 8, 2024           | 978-4-04-915703-1 |
| 10  | 貴様ごときに友人面されるようになってはお終いだな？               | 10 tháng 12, 2024         | 978-4-04-916089-5 |
| 11  | じゃあ、アタシと一緒にいられなくなっても信じ続けてくれる？       | 10 tháng 4, 2025          | 978-4-04-916236-3 |
| SS1 | ぷりくえる とぅ ぼーいず あんど がーるず！                       | 10 tháng 5, 2025          | 978-4-04-916237-0 |
| SS2 | 夏目咲良の青春疑似録                                             | 10 tháng 6, 2025          | 978-4-04-916238-7 |

### Manga
Một bản chuyển thể manga do Kamelie minh họa bắt đầu được đăng dài kỳ trên tạp chí Dengeki Daioh của ASCII Media Works vào ngày 27 tháng 8 năm 2021. Tập đầu tiên được phát hành vào ngày 9 tháng 5 năm 2022. Tính đến ngày 27 tháng 6 năm 2025, manga đã được tập hợp thành năm tập tankōbon.

#### Tập truyện
| # | Ngày phát hành tiếng Nhật | ISBN tiếng Nhật   |
| - | ------------------------- | ----------------- |
| 1 | 9 tháng 5, 2022           | 978-4-04-914434-5 |
| 2 | 10 tháng 3, 2023          | 978-4-04-914960-9 |
| 3 | 8 tháng 12, 2023          | 978-4-04-915402-3 |
| 4 | 27 tháng 11, 2024         | 978-4-04-916066-6 |
| 5 | 27 tháng 6, 2025          | 978-4-04-916451-0 |

### Anime
Vào tháng 8 năm 2022, đã có thông báo rằng bộ truyện sẽ được chuyển thể thành anime. Sau đó, thông tin được tiết lộ rằng đây sẽ là một TV anime do J.C.Staff sản xuất và Suzuki Yōhei làm đạo diễn, với kịch bản do Yaemori Nozu chấp bút, thiết kế nhân vật bởi Ōyama Natsuki, và nhạc được sáng tác bởi Ichikawa Jun. Anime chính thức ra mắt vào ngày 4 tháng 4 năm 2025 trên các kênh Tokyo MX, AT-X và các đài truyền hình khác. Ca khúc mở đầu của anime là "Shitsumon, Koitte Nandeshō ka?" (質問、恋って何でしょうか?) do HoneyWorks feat. HaKoniwalily thể hiện, trong khi ca khúc kết thúc là "Dear My Soleil", do Tachibana Hina trình bày. Crunchyroll đang phát sóng series này. và Plus Media Networks Asia đã cấp phép anime ở Đông Nam Á và phát sóng trên Aniplus Asia.

#### Tập phim
| TT. | Tiêu đề | Đạo diễn                 | Bảng phân cảnh   | Ngày phát hành gốc  |
| --- | --- | ------------------------ | ---------------- | ------------------- |
| 1   | "Hoa thu mẫu đơn dịu dàng và nữ hoàng bóng đêm" Chuyển ngữ: "Nirinsō to Gekka Bijin" (tiếng Nhật: ニリンソウと月下美人) | Miyazaki Shūji           | Suzuki Yōhei     | 4 tháng 4 năm 2025  |
| 2   | "Đồ trang trí hoa dâm bụt" Chuyển ngữ: "Haibisukasu no Kamikazari" (tiếng Nhật: ハイビスカスの髪飾り)                   | Ishida Miyuki            | Ishida Miyuki    | 11 tháng 4 năm 2025 |
| 3   | "Hoa tulip và tình yêu muôn hình vạn trạng" Chuyển ngữ: "Chūrippu to Koi no Hyōjō" (tiếng Nhật: チューリップと恋の表情) | Tsukino Masashi          | Tanaka Ei        | 18 tháng 4 năm 2025 |
| 4   | "Cẩm tú cầu và hạt giống mới" Chuyển ngữ: "Ajisai to Atarashii Tane" (tiếng Nhật: 紫陽花と新しい種)                     | Kurose Daisuke           | Nishida Ken'ichi | 25 tháng 4 năm 2025 |
| 5   | "Mỹ nam và bộ yukata buổi sáng huy hoàng" Chuyển ngữ: "Ikemen to Asagao no Yukata" (tiếng Nhật: イケメンと朝顔の浴衣)   | Otani Masahito & Tomason | Takada Kōichi    | 2 tháng 5 năm 2025  |
| 6   | "Mùi hương của hoa xô thơm" Chuyển ngữ: "Cherī Sēji no Kaori" (tiếng Nhật: チェリーセージの香り)                        | Ishida Miyuki            | Nagai Shinpei    | 9 tháng 5 năm 2025  |
| 7   | "Hoa nghệ tây nứt vỡ" Chuyển ngữ: "Hibiwareta Kurokkasu" (tiếng Nhật: ひび割れたクロッカス)                             | Sokuza Makoto            | Nagai Shinpei    | 16 tháng 5 năm 2025 |
| 8   | "Cúc ngũ sắc và đam mê" Chuyển ngữ: "Jinia to Jōnetsu no Ari ka" (tiếng Nhật: ジニアと情熱のありか)                     | Tsukino Masashi          | Takada Kōichi    | 23 tháng 5 năm 2025 |
| 9   | "Cúc vạn thọ sô-cô-la tình yêu" Chuyển ngữ: "Koi no Chokorēto Kosumosu" (tiếng Nhật: 恋のチョコレートコスモス)          | Tanaka Ei                | Tanaka Ei        | 30 tháng 5 năm 2025 |
| 10  | "Ý nghĩa của hoa hướng dương" Chuyển ngữ: "Himawari no Hanakotoba" (tiếng Nhật: ヒマワリの花言葉)                       | Miyazaki Shūji           | Suzuki Iku       | 6 tháng 6 năm 2025  |
| 11  | "Tạm biệt hoa hướng dương" Chuyển ngữ: "Sayonara Himawari" (tiếng Nhật: さよならヒマワリ)                               | Otani Masahito & Tomason | Nagai Shinpei    | 13 tháng 6 năm 2025 |
| 12  | "Hoa nở trên đường đến giấc mơ" Chuyển ngữ: "Yume no Michi ni Saku Hana-tachi" (tiếng Nhật: 夢の道に咲く花たち)         | Ishida Miyuki            | Suzuki Yōhei     | 20 tháng 6 năm 2025 |

## Đón nhận
Tính đến tháng 8 năm 2022, bộ truyện đã đạt hơn 200.000 bản phát hành.